# Rosellón
El Rosellón (en catalán Rosselló, en occitano Rosselhon, en francés Roussillon) es una provincia histórica de Francia, cuya región oficial actual que abarca gran parte de dicho territorio es el departamento de los Pirineos Orientales. Corresponde al antiguo condado de Rosellón y parte del condado de Cerdaña. Ambos fueron parte de España hasta el Tratado de los Pirineos (1659), con el que se dio fin a las hostilidades abiertas desde 1635 entre España y Francia, en el contexto de la guerra de los Treinta Años.
Inicialmente, fueron demarcaciones administrativas del Imperio carolingio que formaban parte de la Marca Hispánica y ocupaba la mayor parte de la antigua provincia de Septimania del Reino Visigodo de Toledo. Posteriormente, Rosellón fue regido por dinastías propias y hereditarias y en 1172, entregado al rey de Aragón, Alfonso II, por el conde Gerardo II de Rosellón, quien murió ese año sin sucesión, habiendo establecido en su testamento que el Rosellón «todo íntegramente lo doy a mi señor el rey de los aragoneses».
El territorio estuvo integrado dentro los dominios de la Corona de Aragón desde el año de 1172 hasta que Jaime I el Conquistador formó el Reino de Mallorca con Rosellón y las islas Baleares, que confió a su hijo Jaime II de Mallorca. Así permaneció hasta 1349, año en que volvió  a formar parte de la Corona de Aragón con el reinado de Pedro IV. Con los Reyes Católicos quedó integrado, como parte de la antigua Corona de Aragón, en España. Ya en la Edad Moderna pasó a Francia por el Tratado de los Pirineos (7 de noviembre de 1659).
En la actualidad corresponde prácticamente con el departamento francés de los Pirineos Orientales (Pyrénées Orientales en francés), el número 66, en el que se integra también la comarca occitana de la Fenolleda. Este departamento forma parte de la región francesa de Occitania (Occitanie). La ciudad más importante del Rosellón es Perpiñán.

## Toponimias

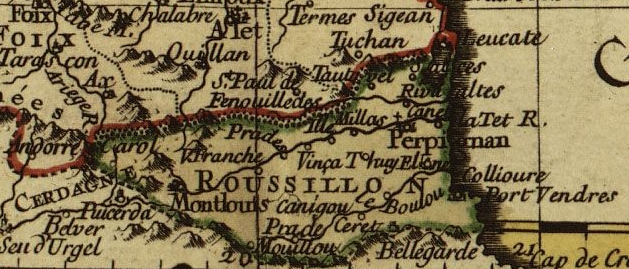
Mapa de la provincia francesa del Rosellón de 1745. En el mapa se aprecia del lado aragonés.

En español la denominación tradicional es «Rosellón», proveniente del topónimo indígena ibérico prerromano Ruscino ó Ruskino, ubicado en inmediaciones de Perpiñán y topónimo que por metonimia se extendió a la comarca.
La denominación «Cataluña del Norte» («Catalunya del Nord», «Catalogne du Nord») fue acuñada por Alfons Miàs, considerado padre del catalanismo francés, en 1937, y recuperada en los inicios de la transición española por sectores catalanistas y la propia Generalidad de Cataluña como «Catalunya Nord». 
También el Consejo General de Pirineos Orientales en ocasiones se ha referido a su territorio como «Catalunya Nord».

## División administrativa

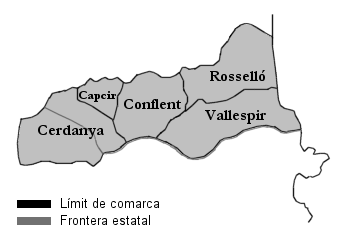
Comarcas del Rosellón según Norbert Font i Sagué. Toponimia en catalán.

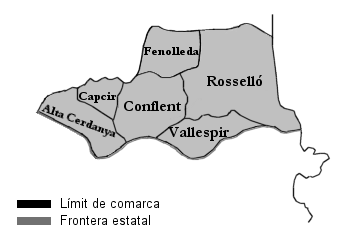
Comarcas del Rosellón según Joan Becat. Toponimia en catalán.

El territorio del Rosellón constituye la casi totalidad del departamento de Pirineos Orientales. Su territorio se encuentra dividido entre los tres distritos (arrondissements) que constituyen el departamento (Perpiñán, Prades y Céret).
Ha habido, sin embargo, varias propuestas para definir comarcas catalanas en el territorio francés. Estas, sin embargo, carecen de cualquier reconocimiento legal o administrativo, a diferencia de las comarcas de Cataluña en España, con pleno reconocimiento jurídico, al haber sido definidas por los decretos de la Generalidad de Cataluña.
Estas comarcas tienen raíz histórica y su precedente son las veguerías y subveguerías en las que dividió el territorio Jaime II de Mallorca en el siglo XIV, que en general (salvo Capcir) se corresponden con señoríos o vizcondados medievales.
La división comarcal más aceptada se basa en un trabajo del siglo XIX de Norbert Font i Sagué en su obra Determinació de les comarques naturals i històriques de Catalunya, donde trataba conjuntamente tanto Cataluña como el Rosellón francés y el norte de la Franja de Aragón. Este proyecto de división comarcal fue premiado en los Juegos Florales de 1897.
Posteriormente, todas las divisiones que se propusieron partieron de esta, como la propuesta hecha por Joan Becat en el Atlas de Catalunya Nord en 1977, donde restituía a la comarca del Rosellón las subcomarcas meridionales que Font i Sagué había atribuido a Vallespir. También incluye la Fenolleda, que forma parte del departamento de los Pirineos Orientales desde su creación el 4 de marzo de 1790.
De este modo, para el Rosellón han sido propuestas en diversas obras proyectos para que quede dividida en cinco comarcas que formarían, junto con Fenolleda, el departamento de Pirineo Orientales:
- Rosellón (92 municipios), con Perpiñán como capital.
- Vallespir (21 municipios), con Céret como capital.
- Conflent (53 municipios), con Prades como capital.
- Capcir (7 municipios), con Formigueras como capital.
- Alta Cerdaña (27 municipios), con Mont-Louis como capital.
- Fenolleda (28 municipios), con Saint-Paul-de-Fenouillet como capital.

## Lengua

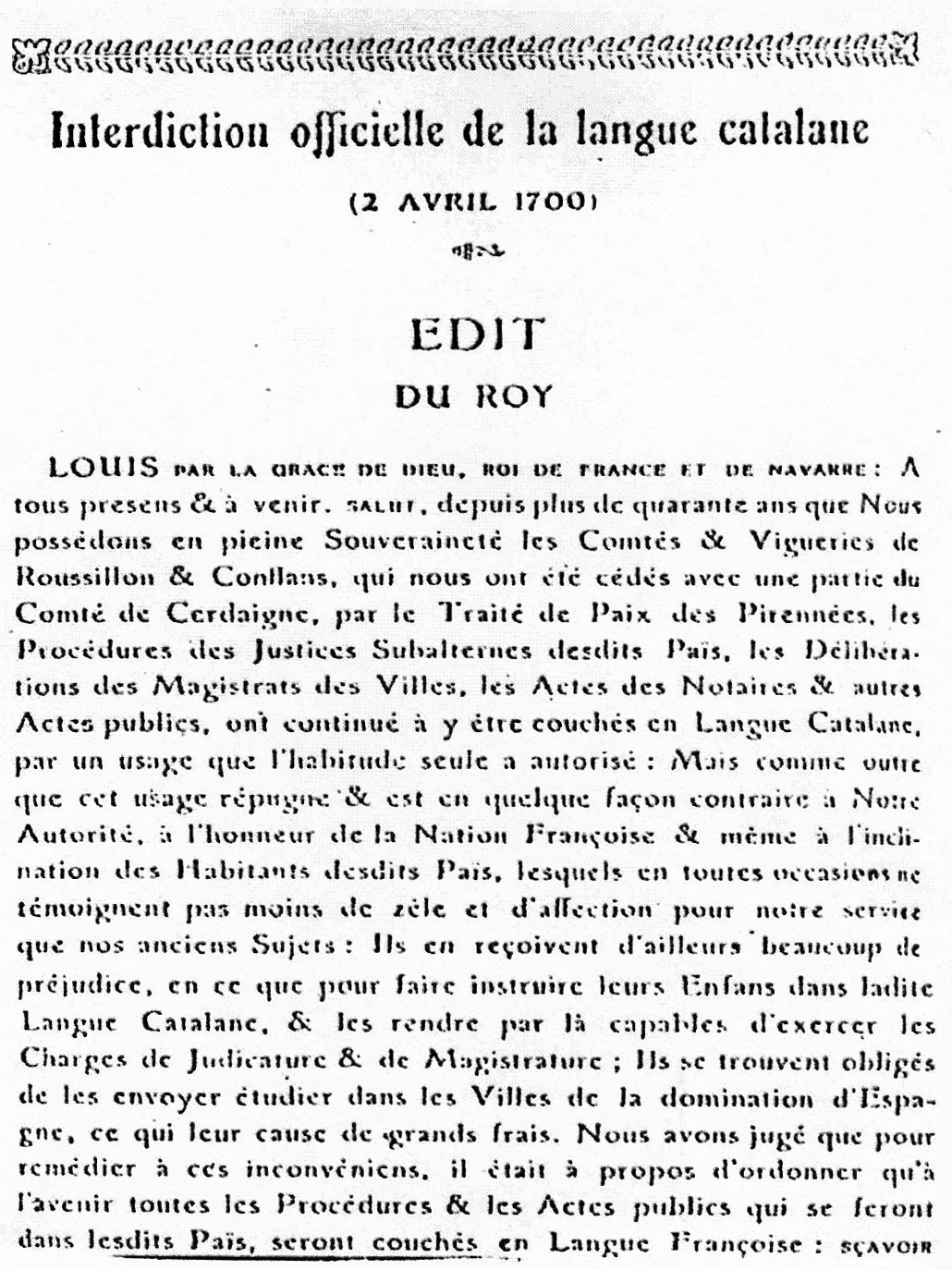
Real Decreto, de 2 de abril (1700), por el que se prohíbe oficialmente la lengua catalana en la provincia de Rosellón. Este decreto, aún en vigor, prohíbe el uso del catalán a nivel oficial.

El edicto francés de Luis XIV de 2 de abril de 1700, con fecha de aplicación de 1 de mayo del mismo año, prohibió el uso de la lengua catalana en documentos oficiales, notariales y de otro tipo, bajo pena de anular su contenido. Dicho edicto continúa en la actualidad plenamente vigente y, desde entonces, el francés continúa siendo la única lengua oficial, y la única que se utiliza en la enseñanza pública. No obstante, en los últimos años ha comenzado a ofrecerse el catalán como asignatura optativa a nivel escolar en algunos centros.
Según datos sociolingüísticos de 2004, últimos de los que dispone el gobierno regional de Cataluña por cortesía del Gobierno, que los ha solicitado al Gobierno francés, el francés es la lengua mayoritaria en el Rosellón, con una presencia minoritaria del catalán. Habitualmente, habla francés el 92 % de la población, catalán el 3,5 %, ambos idiomas un 1 % y el 3,5 % habla otras lenguas.
En cuanto a usos lingüísticos en diversos ámbitos cabe señalar que el 88,9 % de los nacidos en el Rosellón hablan únicamente francés en el ámbito familiar en contraposición con un 0,3 % de hogares en el que solo se usa el catalán. El uso de ambas lenguas, aunque en diferentes proporciones, está presente en el 8,6 % de las familias. Además, el ámbito del uso del catalán se reduce cada vez más en las nuevas generaciones y en los inmigrantes. Solo un 3,3 % de los estudiantes del Rosellón hablan catalán entre ellos y un 0,5 % lo hace cuando va al médico. 

## Historia
Todos los topónimos prerrománicos de la costa del Rosellón son atribuibles al vasco.  Ninguno es atribuible al griego ni al galo (celta).

Comarcas tradicionales del departamento de Pirineos Orientales. Toponimia en catalán.

Wilfredo el Velloso (Guifré I de Barcelona), el primer conde de Barcelona que obtuvo el derecho de legar legítimamente los condados a sus hijos, era natural del pueblo de Rià (antiguamente Arrià), situado en la villa de Prades (Prada de Conflent en catalán), capital histórica del condado del Conflent.
En el marco de la guerra de los Treinta Años, el malestar que generaba en la sociedad catalana la presencia de tropas, cuyos soldados poseían procedencias muy diversas incluso entre los flamencos y alemanes sin exceptuar la presencia de los españoles al servicio de Felipe IV, provoca la sublevación de los campesinos inicialmente contra los tercios y los funcionarios reales para luego generalizarse contra todos los hacendados y nobles situados cerca de la administración. Finalmente derivó en una revuelta de empobrecidos campesinos contra la nobleza y ricos de las ciudades que también fueron atacados. Conscientes de su incapacidad de reducir la revuelta y sus limitaciones para dirigir un estado independiente, la oligarquía catalana se alía con el enemigo de Felipe IV: Luis XIII, sin saber que dicha alianza con Francia supondría un golpe mortal a su cultura y lengua.  Hoy día, la Cataluña española goza de una autonomía cultural y lingüística envidiables para los catalanes franceses.
Tras la firma de la Paz de Westfalia, también conocida como Tratados de Münster y Osnabrück (1648), que reconocían las Provincias Unidas y Suiza, el Tratado de los Pirineos (1659) pone fin al conflicto entre la Corona española y francesa, concertándose a Francia la cesión entre otros del condado del Rosellón y una parte del de la Cerdaña, todos ellos situados en la vertiente septentrional de los Pirineos y que las tropas francesas habían ocupado en apoyo de los sublevados catalanes.
La nueva administración francesa dio al territorio el nombre de provincia del Rosellón. En 1790, cuando tras la Revolución francesa, la Asamblea Nacional decidió dividir todo el reino en departamentos y suprimir las antiguas provincias, la antigua provincia del Rosellón quedó englobada en el departamento de los Pirineos Orientales.
Durante la Segunda Guerra Mundial, Ramón Serrano Suñer fue partidario de pedir la anexión del Rosellón a España como parte de las compensaciones por entrar en la guerra a favor de las potencias del Eje.